# Melanie Chandra
Melanie Chandra nata Kannokada (Park Ridge, 28 febbraio 1986) è un'attrice statunitense.

## Biografia
Nata a Park Ridge, nello stato dell'Illinois, i suoi genitori sono malayali, un gruppo etnico indiano. Chandra è co-fondatrice dell'Hospital of Hope, un'associazione umanitaria che opera nell'assistenza medica in India.

## Carriera
È nota per aver interpretato la dottoressa Malaya Pineda nella serie medica Code Black.

## Filmografia

### Televisione
- Parenthood - serie TV, episodio 3x15 (2012)
- NCIS: Los Angeles - serie TV, episodio 5x13 (2014)
- Code Black – serie TV, 34 episodi (2015-2017)
- The Brink - serie TV, 7 episodi (2015)
- Brown Nation - serie TV, 10 episodi (2016)
- Nashville - serie TV, episodio 4x18 (2016)
- Law & Order - Unità vittime speciali (Law & Order: Special Victims Unit) - serie TV, episodi 18x20-18x21 (2017)
- New Amsterdam - serie TV, episodio 5x07 (2022)
- Elsbeth - serie TV, episodio 2x02 (2024)
- Grey's Anatomy - serie TV, episodio 21x12 (2025)

## Doppiatrici italiane
Nelle versioni in italiano delle opere in cui ha recitato, Melanie Chandra è stata doppiata da:
- Veronica Puccio in The Brink
- Elena Perino in Code Black
- Chiara Gioncardi in New Amsterdam
- Antilena Nicolizas in Grey's Anatomy